# Grundtvigskirche

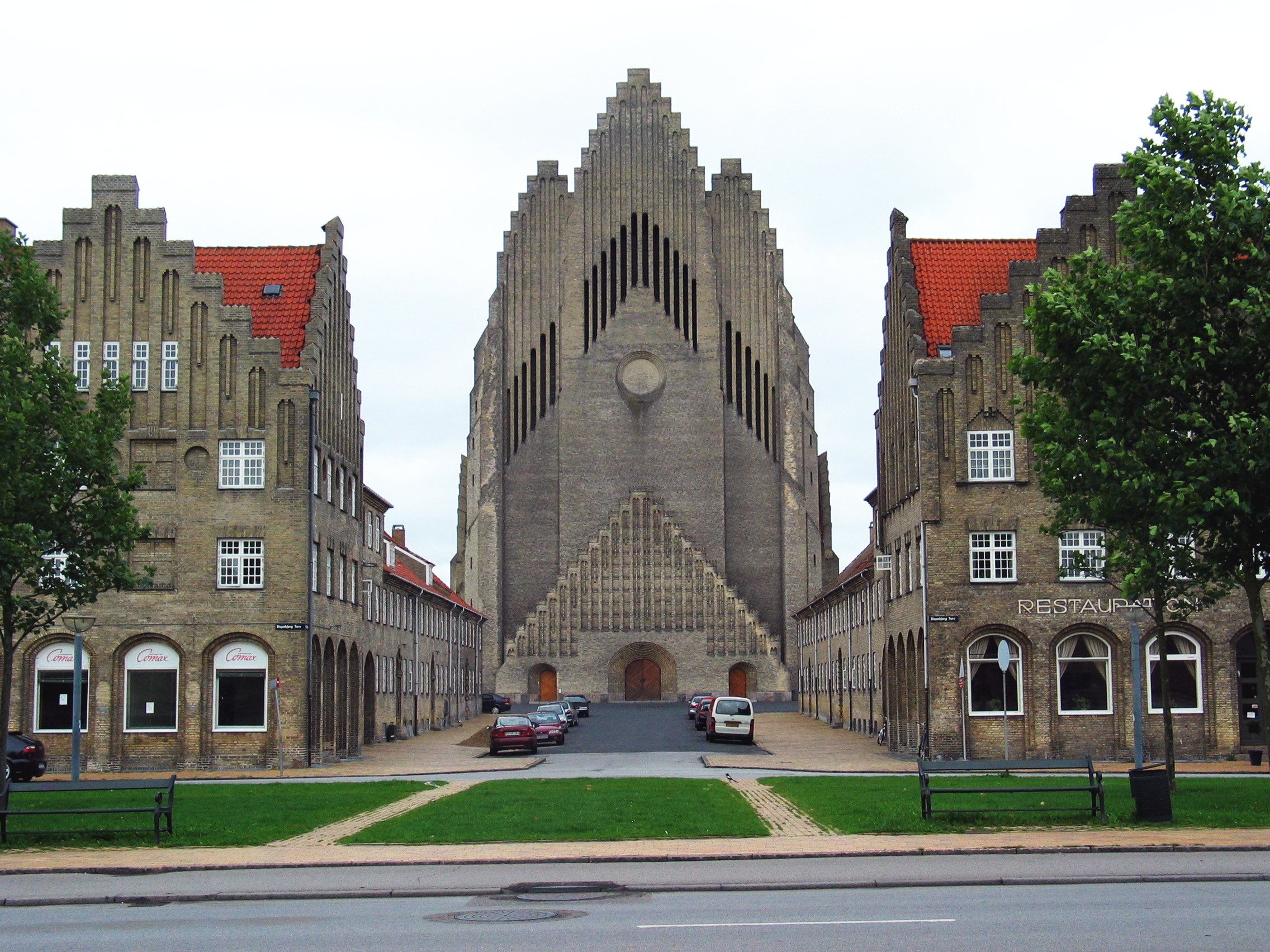
Westfassade der Kirche

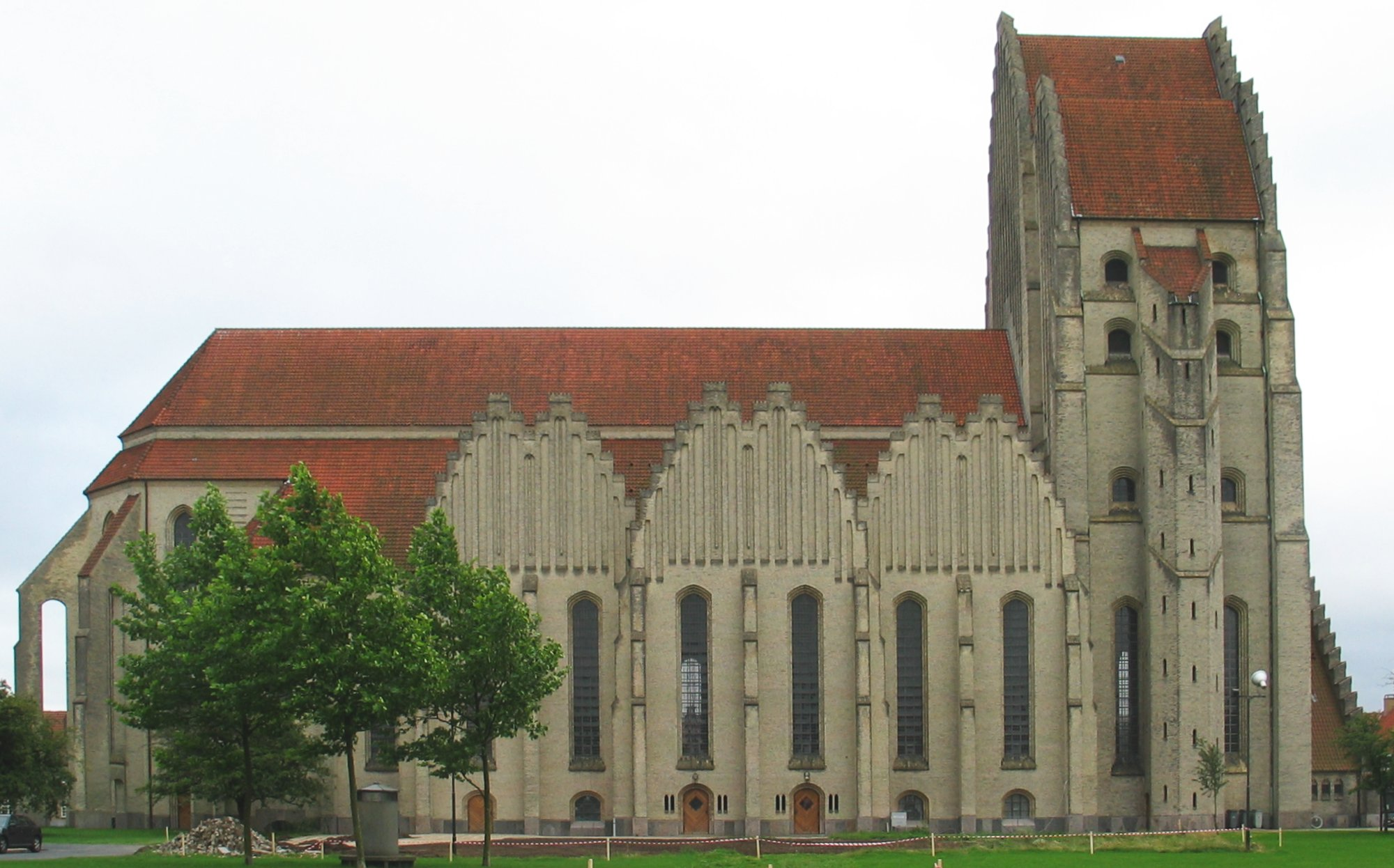
Kirchenschiff Nordansicht

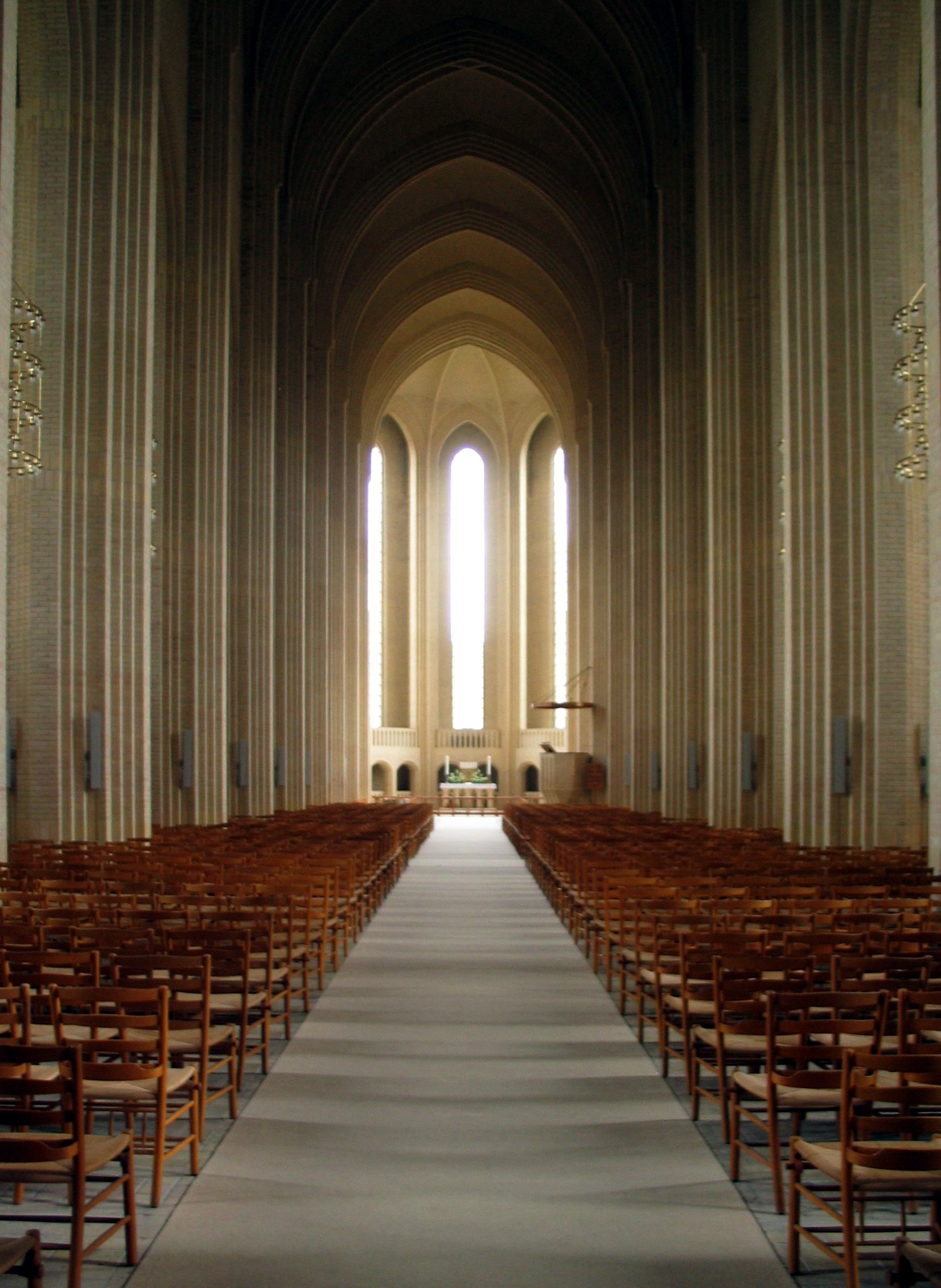
Langhaus und Chor

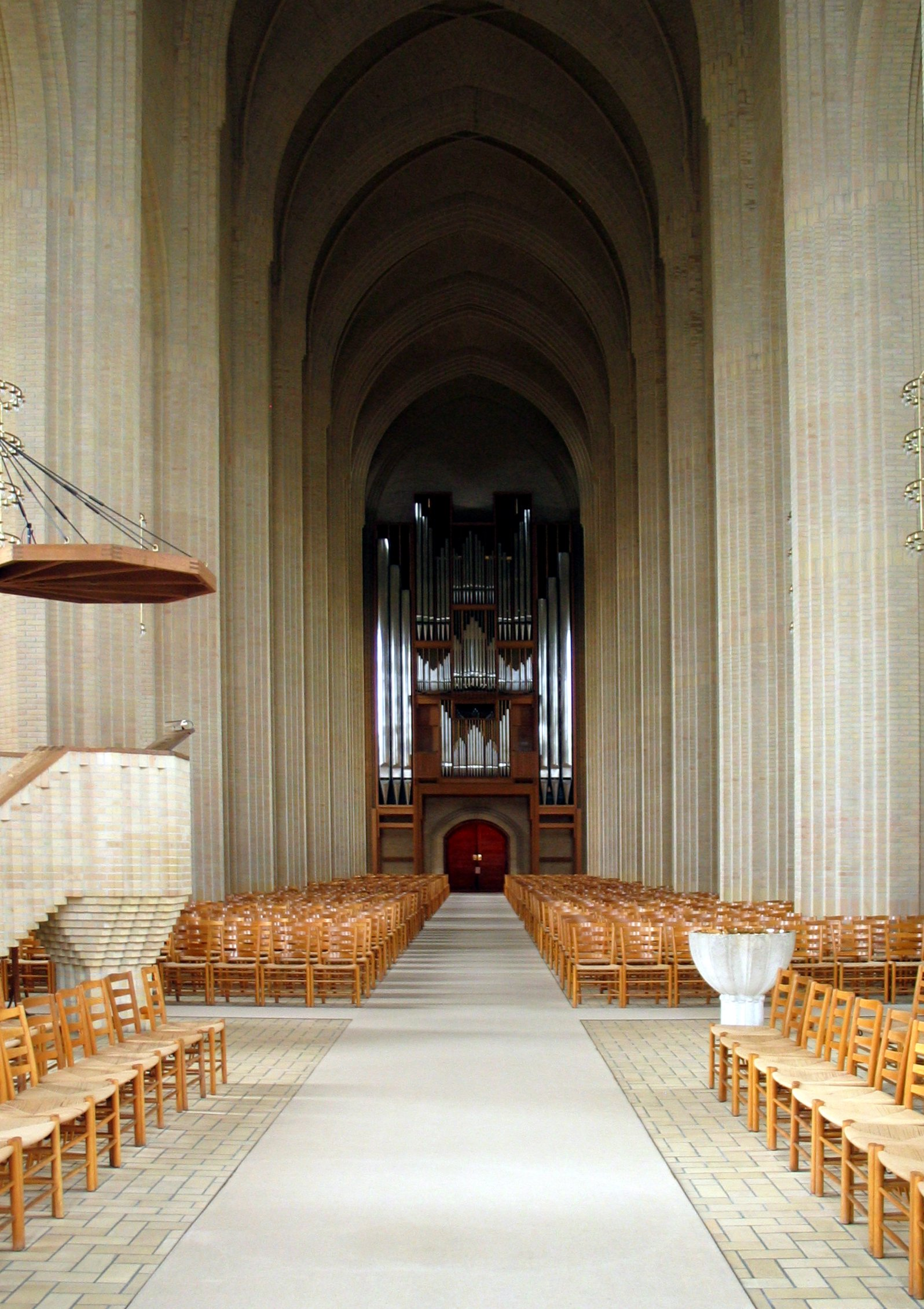
Blick auf die Marcussen-Orgel

Die Grundtvigskirche im Kopenhagener Stadtteil Bispebjerg zählt aufgrund ihrer außergewöhnlichen Bauform zu den bekanntesten Kirchen der Stadt und ist ein seltenes Beispiel eines expressionistischen Gotteshauses mit vornehmlich neugotischen Stilelementen (Bauzeit 1921–1940). Sie ist Pfarrkirche der örtlichen evangelisch-lutherischen Gemeinde, die zum Bistum Kopenhagen gehört.

## Geschichte
Für den Bau der nach dem dänischen Philosophen und Pastor Nikolai Frederik Severin Grundtvig benannten Kirche wurde ein Architekturwettbewerb ausgeschrieben, der 1913 von Peder Jensen-Klint gewonnen wurde.
Die Grundsteinlegung des neuen Gotteshauses erfolgte nach dem Ersten Weltkrieg am 8. September 1921, dem 138. Geburtstag Grundtvigs. Der Kirchturm war bis zum Jahr 1927 fertiggestellt. Im Erdgeschoss des Turmes befand sich eine große Halle, in der bis zur Fertigstellung der Kirche Gottesdienste gefeiert wurden. Die Vollendung der Kirche erlebte Peder Klint nicht mehr, nach seinem Tod 1930 übernahm sein Sohn Kaare Klint die Leitung der Baumaßnahmen. Im Jahr 1940 wurde die Grundtvigskirke fertiggestellt und an Grundtvigs 157. Jahrestag geweiht.
Peder Klint schuf mit der Grundtvigskirche eine Synthese der Baukunst. Der Architekt studierte für sein Projekt eine Vielzahl an typischen dänischen Dorfkirchen, von deren traditioneller Bauweise, ihrem Baumaterial und ihrem Schmuck er sich inspirieren ließ. Klint verband die modernen, geometrischen Formen des Backsteinexpressionismus mit den klassischen, aufwärtsstrebenden Linien der Gotik. Durch den Friedhof des Stadtteils Bispebjerg führt eine lange Allee geradewegs zur Kirche und bildet samt der Zufahrt zum Hauptportal mit den symmetrischen Nebengebäuden eine nahezu barocke Sichtachse.

## Beschreibung
Das auffälligste Merkmal des Baus ist die mächtige, an ein Westwerk oder an einen Orgelprospekt erinnernde Westfassade, die den 49 Meter hohen Glockenturm beinhaltet. Für das Langhaus schuf Klint Treppengiebel, wie es sie oft an dänischen Kirchen gibt, interpretierte deren Form aber neu und doppelte deren höchsten Punkt. Das Kirchenschiff versah der Architekt mit großzügigen Ausmaßen: Die gesamte Länge der dreischiffigen Hallenkirche beträgt 76 Meter, ihre Breite beträgt 35 Meter, das Mittelschiff ist 22 Meter hoch. Der gotisierende Innenraum bietet Platz für 1800 Menschen und ist damit die dänische Kirche mit den meisten Sitzplätzen. Der gesamte Bau einschließlich des Altartischs und der Kanzel besteht aus sechs Millionen gelben Ziegeln, einem typischen dänischen Baustoff. Lediglich das Taufbecken besteht aus hellem Kalkstein aus Fakse.
Um die Kirche herum entstand zeitgleich eine Siedlung von Gebäuden, die als rahmende Anlage die Wirkung der Kirche noch erhöhen sollten und unter anderem das Gemeindehaus und Wohnungen beherbergen.
Die Kirche ist das gesamte Jahr über für Besucher zugänglich und auch außerhalb der Gottesdienste geöffnet.

## Orgel
Die Orgel wurde 1965 von der Orgelbaufirma Marcussen & Søn (Apenrade) erbaut, hatte auf vier Manualen und Pedal zunächst 55 Register und 4030 Pfeifen; seit einem Umbau 2014 sind 4 Register und 212 Pfeifen hinzugekommen. Das Instrument ist 16,2 m hoch, 7,6 m breit und ca. 1,6 m tief. Mit der über 11 m langen C-Pfeife des Principals 32′ im linken Pedalturm besitzt die Orgel die längste Prospektpfeife Dänemarks. Die Spieltrakturen sind mechanisch. Die ursprünglich ebenfalls mechanischen Registertrakturen wurden 1998 auf eine Doppeltraktur umgestellt, als eine elektronische Setzeranlage hinzugefügt wurde.
| I Rygpositiv C–g3 |       |
| Principal         | 8′    |
| Gedakt            | 8′    |
| Quintatøn         | 8′    |
| Oktav             | 4′    |
| Rørfløjte         | 4′    |
| Oktav             | 2′    |
| Nasat             | 1 ⁄3′ |
| Sesquialtera II   | 2 ⁄3′ |
| Scharf V–VI       |       |
| Dulcian           | 16′   |
| Krumhorn          | 8′    |
| Tremulant         |       |

| II Hovedværk C–g3 |          |
| Principal         | 16′      |
| Oktav             | 8′       |
| Spidsfløjte       | 8′       |
| Oktav             | 4′       |
| Nathorn           | 4′       |
| Quint             | 2 ⁄3′    |
| Oktav             | 2′       |
| Terts             | 1 3⁄5′ * |
| Mixtur VI–VIII    |          |
| Cymbel III        |          |
| Trompet           | 16′      |
| Trompet           | 8′ *     |
| Klarin            | 8′       |

| III Brystværk C–g3 |    |
| Trægedakt          | 8′ |
| Kobbelfløjte       | 4′ |
| Principal          | 2′ |
| Waldfløjte         | 2′ |
| Sivfløjte          | 1′ |
| Cymbel II          |    |
| Regal              | 8′ |
| Skalmeje           | 4′ |
| Tremulant          |    |

| IV Svelleværk C–g3 |      |
| Gedakt             | 16′  |
| Rørfløjte          | 8′   |
| Viola di Gamba     | 8′   |
| Vox coelestis      | 8′ * |
| Principal          | 4′   |
| Traversfløjte      | 4′   |
| Flautino           | 2′   |
| Cornet III         |      |
| Mixtur V–VI        |      |
| Trompet            | 8′   |
| Obo                | 8′   |
| Trompet            | 4′ * |
| Tremulant          |      |

| Pedal C–f1 |     |                        |
| Principal  | 32′ | (c-f1 aus Oktav 16′)   |
| Oktav      | 16′ |                        |
| Subbas     | 16′ |                        |
| Oktav      | 8′  |                        |
| Gedakt     | 8′  |                        |
| Oktav      | 4′  |                        |
| Pommer     | 4′  |                        |
| Nathorn    | 2′  |                        |
| Mixtur VI  |     |                        |
| Basun      | 32′ | (c-f1 aus Basun 16′) * |
| Basun      | 16′ |                        |
| Fagot      | 16′ |                        |
| Trompet    | 8′  |                        |
| Trompet    | 4′  |                        |
| Cornet     | 2′  |                        |

* = 2014 ergänzt; statt Basun 32′ befand sich vorher ein Fagot 32′ im Pedal.
- Koppeln: I/II, III/II, IV/II (mech.), IV/II (elektr.), IV/I (elektr.), IV/III (elektr.), sub IV/IV (elektr., wird bei weiteren Manualkoppeln aus dem SW mitgezogen), I/P, II/P, III/P, IV/P
- Spielhilfen: Schwelltritt für III und IV
- Effektregister: Glockenspiel

## Trivia
Nach dem charakteristischen Aussehen der Kirche wurde ein grönländisches Bergmassiv Grundtvigskirken genannt.

## Hallgrimskirkja in Island
In Reykjavík befindet sich mit der Hallgrímskirkja ein Bau, der nur wenige Jahre nach der Grundtvigskirche in Angriff genommen wurde und mit einer ähnlichen Synthese von gotischen und modernen Bauformen aufwartet.